# Ibiporanga
Ibiporanga é um distrito do município brasileiro de Tanabi, que integra a Região Metropolitana de São José do Rio Preto, no interior do estado de São Paulo.

## História

### Formação administrativa
- O Decreto-Lei nº 13.010 de 24/10/1942 cria a 2ª zona distrital - Ibiporanga com sede na povoação deste nome, município de Tanabi[3].
- O distrito foi criado pelo Decreto-Lei n° 14.334 de 30/11/1944, com o povoado do mesmo nome mais terras do distrito sede de Tanabi[4].

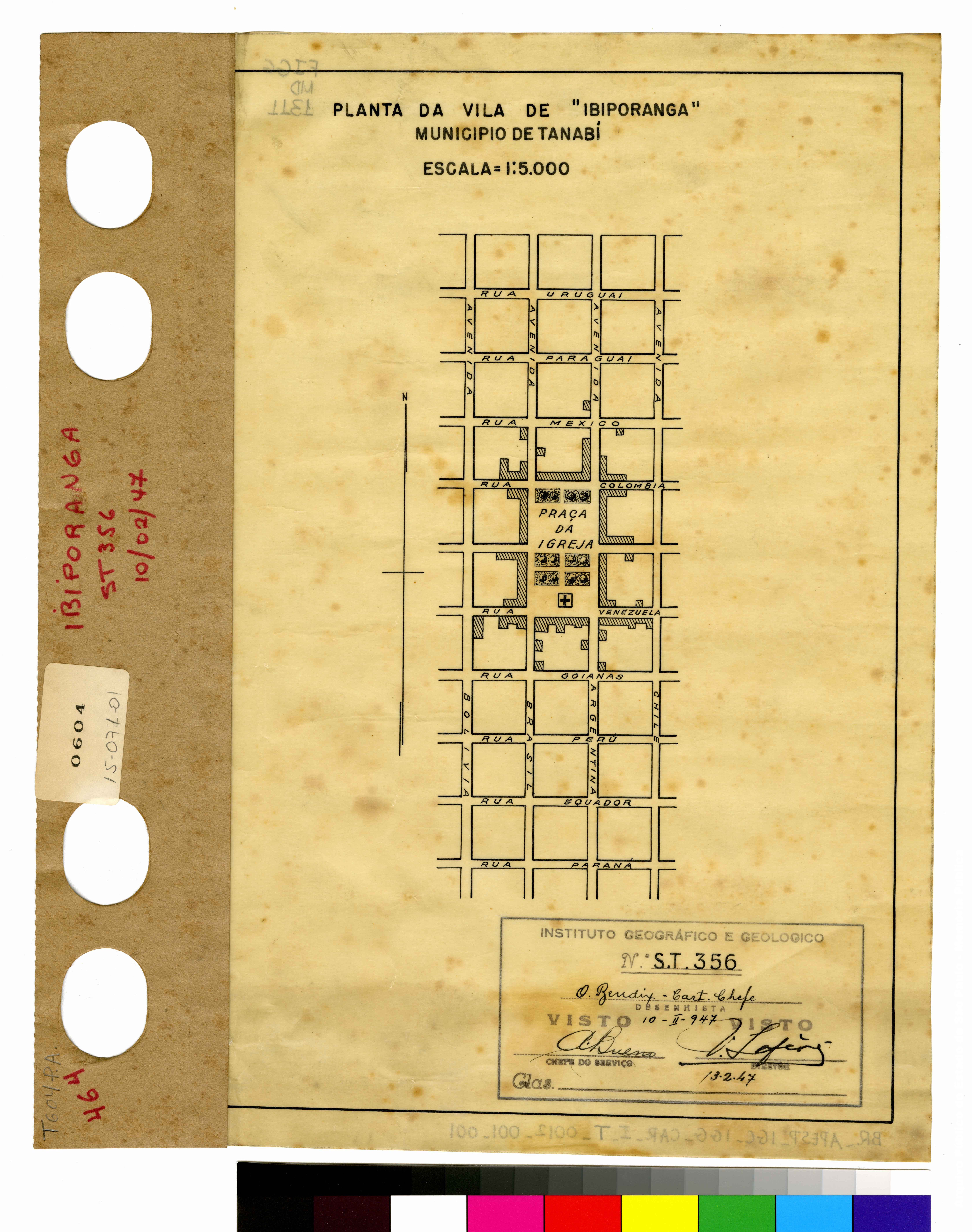
Planta da área urbana original.

### Pedido de emancipação
O distrito tentou a emancipação político-administrativa e ser elevado à município, através de processo que deu entrada na Assembléia Legislativa do Estado de São Paulo no ano de 1990, mas como não atendia os requisitos necessários exigidos por lei para tal finalidade, o processo foi arquivado.

## Geografia

### Demografia

#### População urbana
| Crescimento população urbana | Crescimento população urbana | Crescimento população urbana | Crescimento população urbana |
| Censo                        | Pop.                         |                              | %±                           |
| ---------------------------- | ---------------------------- | ---------------------------- | ---------------------------- |
| 1950                         | 296                          |                              | —                            |
| 1960                         | 295                          |                              | −0,3%                        |
| 1970                         | 330                          |                              | 11,9%                        |
| 1980                         | 408                          |                              | 23,6%                        |
| 1991                         | 371                          |                              | −9,1%                        |
| 2000                         | 353                          |                              | −4,9%                        |
| 2010                         | 391                          |                              | 10,8%                        |
| 2022                         | 474                          |                              | 21,2%                        |
| Fonte: IBGE e Fundação SEADE |                              |                              |                              |

#### População total
Pelo Censo 2010 (IBGE) a população total do distrito era de 868 habitantes.

### Área territorial
A área territorial do distrito é de 186,128 km².

## Serviços públicos

### Registro civil
Atualmente é feito na sede do município, pois o Cartório de Registro Civil das Pessoas Naturais do distrito foi extinto pela Resolução nº 1 de 29/12/1971 do Tribunal de Justiça do Estado de São Paulo, e seu acervo foi recolhido ao cartório do distrito sede.

### Saneamento
O serviço de abastecimento de água é feito pelo Serviço Autárquico Ambiental de Tanabi (SAAT).

### Energia
A responsável pelo abastecimento de energia elétrica é a CPFL Paulista, distribuidora do grupo CPFL Energia.

### Telecomunicações
O distrito era atendido pela Telecomunicações de São Paulo (TELESP), que inaugurou a central telefônica utilizada até os dias atuais. Em 1998 esta empresa foi vendida para a Telefônica, que em 2012 adotou a marca Vivo para suas operações.

## Atividades econômicas

### Usina de açúcar e álcool
No distrito está instalada a Unidade Tanabi da Tereos Açúcar & Energia Brasil, que produz o Açúcar Guarani. Controlada pelo Grupo Tereos, a empresa é a quarta maior produtora mundial de açúcar e a terceira maior produtora de açúcar do Brasil.

## Religião
O Cristianismo se faz presente no distrito da seguinte forma:

### Igreja Católica
- A igreja faz parte da Diocese de Votuporanga[18].